# Bohdaniwka (rejon domaniwski)
Bohdaniwka (ukr. Богданівка) – wieś na Ukrainie, w obwodzie mikołajowskim, w rejonie domaniwskim. W 2017 roku liczyła 1613 mieszkańców.
W czasie II wojny światowej, w 1941 roku miejscowość znalazła się pod okupacją niemiecką. W październiku tegoż roku we wsi utworzony został obóz koncentracyjny, do którego zwożono Żydów z  Odessy i Mołdawii. Ostatnia grupa Żydów przybyła do obozu 18 grudnia 1941 roku. Łączna liczba przetrzymywanych w obozie szacowana jest na około 54-55 tysięcy osób. 
W związku z wybuchem epidemii tyfusu w połowie grudnia podjęto decyzję o likwidacji obozu. 21 grudnia rozpoczęła się akcja eksterminacji więźniów, w której brały udział oddziały rumuńskiej armii i żandarmerii, ukraińska policja pomocnicza oraz miejscowi Niemcy. 5 tysięcy zarażonych tyfusem i niepełnosprawnych więźniów spalonych zostało w obozowych oborach, natomiast pozostali uwięzieni wywożeni byli do okolicznego lasu, gdzie dokonano masowej egzekucji. Akcja likwidacji obozu zakończyła się 31 grudnia.
W 1996 roku we wsi odsłonięto pomnik upamiętniający ofiary obozu.